# Tamsin Greig
Tamsin Greig (Maidstone, 12 juli 1966) is een Britse actrice. Ze won een Laurence Olivier Award voor beste actrice in 2007 voor haar rol als Beatrice in het toneelstuk Much Ado About Nothing en een RTS Television Award voor beste komische optreden in 2005 voor haar rol als Dokter Caroline Todd in de televisieserie Green Wing.

## Biografie
Greigs carrière begon in 1990, op de radio. Ze speelde mee in tal van hoorspellen, zoals The Archers, Warhorses of Letters en Absolute Power. In 1994 speelde ze haar eerste rol in een televisieserie, namelijk Professor Wiseman in Blue Heaven. Haar eerste hoofdrol in een serie was Fran Katzenjammer in de sitcom Black Books. Ze speelt voornamelijk in de genres drama en komedie. Haar carrière in het theater begon in 2006 met Beatrice te spelen in Much Ado About Nothing. In 1997 begon Greigs filmcarrière, met So This Is Romance?, als Carmen. Van 2011 tot 2020 speelde ze moeder Jackie Goodman in de Britse sitcom Friday Night Dinner.

## Filmografie

### Films
| Jaar | Titel                                 | Rol                 | Opmerkingen |
| ---- | ------------------------------------- | ------------------- | ----------- |
| 1997 | So This is Romance?                   | Carmen              |             |
| 2002 | Miranda                               | Receptioniste       |             |
| 2002 | Pure                                  | Verbindingsofficier |             |
| 2002 | Falling Apart                         | Jackie              |             |
| 2003 | Ready When You Are, Mr. McGill        | Liane               |             |
| 2004 | Shaun of the Dead                     | Maggie              |             |
| 2004 | When I'm 64                           | Denny               |             |
| 2008 | Captain Eager and the Mark of Voth    | Jenny               |             |
| 2009 | Cuckoo                                | Simon               |             |
| 2010 | Tamara Drewe                          | Beth Hardiment      |             |
| 2014 | Breaking the Bank                     | Penelope            |             |
| 2015 | The Second Best Exotic Marigold Hotel | Lavinia Beech       |             |

### Televisie
| Jaar      | Titel                          | Rol                  | Opmerkingen     |
| --------- | ------------------------------ | -------------------- | --------------- |
| 1994      | Blue Heaven                    | Professor Wiseman    | 1 aflevering    |
| 1996      | Neverwhere                     | Lamia                | 3 afleveringen  |
| 1996      | Faith in the Future            | Emma                 | 1 aflevering    |
| 1997      | Wycliffe                       | Dokter Hinkley       | 1 aflevering    |
| 1997–1998 | Blind Men                      | Valerie Marsden      | 6 afleveringen  |
| 1998      | The Great Egyptians            | Cleopatra            | Volledige serie |
| 1999–2001 | People Like Us                 | Jenny en Sarah       | 2 afleveringen  |
| 2000–2004 | Black Books                    | Fran                 | Hoofdrol        |
| 2001      | High Stakes                    | Delphina             | 1 aflevering    |
| 2001      | Happiness                      | Emma                 | 3 afleveringen  |
| 2001      | World of Pub                   | Julia Robbins        | 1 aflevering    |
| 2003      | Jonathan Creek                 | Pam                  | 1 aflevering    |
| 2004      | The Lenny Henry Show           | Meerdere rollen      | 1 aflevering    |
| 2005      | Doctor Who                     | Verpleegster         | 1 aflevering    |
| 2004–2007 | Green Wing                     | Dokter Caroline Todd | Hoofdrol        |
| 2005–2008 | Love Soup                      | Alice Chenery        | Hoofdrol        |
| 2009      | The Diary of Anne Frank        | Edith Frank          | Volledige serie |
| 2009      | Emma                           | Miss Bates           | Volledige serie |
| 2010      | Masterpiece Classic            | Edith Frank          | 1 aflevering    |
| 2010      | Terry Pratchett's Going Postal | Miss Cripslock       | Volledige serie |
| 2011      | White Heat                     | Beth Pew             | 6 afleveringen  |
| 2011–2017 | Episodes                       | Beverly Lincoln      | Hoofdrol        |
| 2011–2020 | Friday Night Dinner            | Jackie Goodman       | Hoofdrol        |
| 2013      | The Guilty                     | DCI Maggie Brand     | Hoofdrol        |
| 2014      | Inside No. 9                   | Sally                | 1 aflevering    |
| 2020      | Belgravia                      | Anne Trenchard       | 6 afleveringen  |

- Bibsys: 10069751
- Biblioteca Nacional de España: XX4930329
- Bibliothèque nationale de France: cb16773323v (data)
- Catàleg d'autoritats de noms i títols de Catalunya: 981059730045406706
- Gemeinsame Normdatei: 173792081
- International Standard Name Identifier: 0000 0001 1661 5200
- Library of Congress Control Number: no2007029816
- MusicBrainz: 17fe8d60-dcf8-4332-9910-2759ddef1809
- Nationale Bibliotheek van Tsjechië: xx0250695
- Nationale Bibliotheek van Israël: 987011827731905171
- Nederlandse Thesaurus van Auteursnamen: 303417889
- Système universitaire de documentation: 137349068
- Virtual International Authority File: 66244165
- WorldCat: E39PBJy4jvgbkcvmcVHTrT9bh3